# 秋田県道202号小滝二ツ井線
秋田県道202号小滝二ツ井線（あきたけんどう202ごう こたきふたついせん）は、秋田県能代市を通る一般県道である。

## 概要
能代市二ツ井町梅内字小滝から、種梅川にほぼ並行し、国道7号二ツ井バイパスの交点で秋田県道203号高屋敷茶屋下線に直通する。

### 路線データ
- 総延長 : 12.708 km[2]
- 実延長 : 12.708 km[2]
- 起点 : 秋田県能代市二ツ井町梅内字小滝87番地先[3]北緯40度18分22.61秒 東経140度11分22.7秒
- 終点 : 秋田県能代市二ツ井町種字堤下112番2（種梅入口交差点、国道7号・秋田県道203号高屋敷茶屋下線交点）[3]北緯40度12分55.98秒 東経140度13分29.68秒
- 未供用区間 : なし[2]

## 歴史
- 1973年（昭和48年）3月19日 - 秋田県道に認定される[3]。

## 路線状況

### 冬期閉鎖区間
- なし[4]

### 交通不能区間
- なし[5]

## 地理
終点で接続する二ツ井バイパスが日本海沿岸東北自動車道として自動車専用道に変更される見込みで、終点の種梅入口交差点をインターチェンジへの改良工事後にランプで接続する予定である。

### 交差する道路
| 施設名         | 接続路線名                                         | 備考                               | 所在地                   |
| -------------- | -------------------------------------------------- | ---------------------------------- | ------------------------ |
|                |                                                    | 起点                               | 能代市二ツ井町梅内字小滝 |
| 種梅入口交差点 | 国道7号 二ツ井バイパス 秋田県道203号高屋敷茶屋下線 | 終点 県道203号終点 日沿道 IC化予定 | 能代市二ツ井町種字堤下   |